# Катрга
Катрга је шумадијско насеље у долини Западног Поморавља у општини Чачак у Моравичком округу. Према попису из 2022. било је 679 становника.
Овде се налази Црква Светог Архангела Гаврила. Црквена слава је Свети Архангел Гаврило, а обетина други дан Духова или бели понедељак.

## Историја места
Први писани помени Катрге потичу из 16, 17. и 18. века, из турских пописних дефтера, мада је Катрга постојала и пре тога. Засад најстарије етимолошко тумачење речи катрга дао је у 19. веку чувени српски филолог Ђура Даничић, у свом делу „Рјечник из књижевних старина српских” (Београд 1862−1864). Његову одредницу преузела је Југославенска академија знаности и умјетности у Загребу за свој „Рјечник”. Даничић наводи да је реч катрга грчког порекла и да значи галија, а да је из грчке речи κάτεργο изведена турска реч qадуrga. Лађе су и у 19. веку пловиле Западном Моравом и то баш почев од Катрге. Осим тога, у Катрги је у првој половини тог века постојала тзв. терсана — мало бродоградилиште. У књизи инжењерског официра А. Алексића „Морава, њено садашње стање и могућности пловидбе” поред осталог стоји: „Ја сам 1873, 1874. и 1875. године спуштао знатну количину грађе, растове и јелове, од Катрге и Обрве, више Карановца.”

## Демографија
У насељу Катрга живи 866 пунолетних становника, а просечна старост становништва износи 45,5 година (45,3 код мушкараца и 45,7 код жена). У насељу има 323 домаћинства, а просечан број чланова по домаћинству је 3,23.
Ово насеље је великим делом насељено Србима (према попису из 2002. године), а у последња три пописа, примећен је пад у броју становника.
|  |

| Демографија | Демографија | Демографија |
| Година      | Становника  | Становника  |
| ----------- | ----------- | ----------- |
| 1948.       | 1.725       |             |
| 1953.       | 1.505       |             |
| 1961.       | 1.401       |             |
| 1971.       | 1.282       |             |
| 1981.       | 1.185       |             |
| 1991.       | 1.075       | 1.056       |
| 2002.       | 1.042       | 1.093       |
| 2011.       | 877         |             |

| Етнички састав према попису из 2002.‍ | Етнички састав према попису из 2002.‍ | Етнички састав према попису из 2002.‍ | Етнички састав према попису из 2002.‍ | Етнички састав према попису из 2002.‍ |
| ------------------------------------ | ------------------------------------ | ------------------------------------ | ------------------------------------ | ------------------------------------ |
|                                      |                                      |                                      |                                      |                                      |
| Срби                                 | Срби                                 |                                      | 1.039                                | 99,71%                               |
| Црногорци                            | Црногорци                            |                                      | 2                                    | 0,19%                                |
| непознато                            | непознато                            |                                      | 1                                    | 0,09%                                |

| Година пописа     | 1948. | 1953. | 1961. | 1971. | 1981. | 1991. | 2002. |
| ----------------- | ----- | ----- | ----- | ----- | ----- | ----- | ----- |
| Број домаћинстава | 344   | 313   | 343   | 358   | 341   | 320   | 323   |

| Број чланова      | 1  | 2  | 3  | 4  | 5  | 6  | 7  | 8 | 9 | 10 и више | Просек |
| ----------------- | -- | -- | -- | -- | -- | -- | -- | - | - | --------- | ------ |
| Број домаћинстава | 79 | 81 | 38 | 42 | 25 | 32 | 13 | 9 | 2 | 2         | 3,23   |

| Пол    | Укупно | Неожењен/Неудата | Ожењен/Удата | Удовац/Удовица | Разведен/Разведена | Непознато |
| ------ | ------ | ---------------- | ------------ | -------------- | ------------------ | --------- |
| Мушки  | 417    | 90               | 289          | 29             | 8                  | 1         |
| Женски | 480    | 70               | 293          | 103            | 13                 | 1         |
| УКУПНО | 897    | 160              | 582          | 132            | 21                 | 2         |

| Пол    | Укупно                    | Пољопривреда, лов и шумарство | Рибарство                            | Вађење руде и камена | Прерађивачка индустрија       |
| ------ | ------------------------- | ----------------------------- | ------------------------------------ | -------------------- | ----------------------------- |
| Мушки  | 277                       | 211                           | 0                                    | 0                    | 23                            |
| Женски | 234                       | 193                           | 0                                    | 1                    | 6                             |
| УКУПНО | 511                       | 404                           | 0                                    | 1                    | 29                            |
| Пол    | Производња и снабдевање   | Грађевинарство                | Трговина                             | Хотели и ресторани   | Саобраћај, складиштење и везе |
| Мушки  | 3                         | 7                             | 6                                    | 0                    | 11                            |
| Женски | 1                         | 0                             | 15                                   | 1                    | 0                             |
| УКУПНО | 4                         | 7                             | 21                                   | 1                    | 11                            |
| Пол    | Финансијско посредовање   | Некретнине                    | Државна управа и одбрана             | Образовање           | Здравствени и социјални рад   |
| Мушки  | 0                         | 1                             | 7                                    | 1                    | 1                             |
| Женски | 0                         | 1                             | 2                                    | 5                    | 4                             |
| УКУПНО | 0                         | 2                             | 9                                    | 6                    | 5                             |
| Пол    | Остале услужне активности | Приватна домаћинства          | Екстериторијалне организације и тела | Непознато            | Непознато                     |
| Мушки  | 1                         | 0                             | 0                                    | 5                    | 5                             |
| Женски | 2                         | 0                             | 0                                    | 3                    | 3                             |
| УКУПНО | 3                         | 0                             | 0                                    | 8                    | 8                             |

## Познате Личности
- Живорад Миновић, српски новинар, генерални директор компаније Политика 1935—2018.

## Занимљивости
- У Константинопољу постоји кварт Катрга у историјској области Фатих. Ту се налази Џамија Мехмед-паше Соколовића.
- Отац карикатуристе Предрага Кораксића Коракса, Стојан Кораксић (1906—1941) био је учитељ у школи у Катрги и основао хор сељака. Гојко Ристовић, првоборац НОП из Катрге, је 1972. године, приликом откривања споменика Стојану Кораксићу, рекао да ће „Катрга љубоморно чувати успомену на Кораксића”, рекавши: „Учитељу, Катрга − то је твоје име!”.
- Село Катрга је имало и једног познатог спортисту − инвалида који је освајао значајне резултате на спортским првенствима. Реч је о Миленку Раленцу. Он је, поред осталог, на Трећем спортском првенству инвалида Југославије од 23. до 24. септембра 1967. године освојио златну медаљу у куглању. Следеће, 1969. године, на спортском првенству инвалида Србије такође је освојио прво место и златну медаљу у куглању.